# Hufiec ZHP Toruń im. Mikołaja Kopernika
Hufiec ZHP Toruń im. Mikołaja Kopernika – terytorialna wspólnota Związku Harcerstwa Polskiego w Toruniu, założona w 1917 roku. Od 2018 roku jej siedziba mieści się przy placu św. Katarzyny 9 w Toruniu. Patronem hufca jest polski astronom Mikołaj Kopernik. Z okazji urodzin astronoma hufiec co roku krótko po 19 lutego hufiec organizuje Rajd Kopernikański. W 2015 roku do hufca przynależało 863 harcerzy i zuchów, do 2019 roku ich liczba wzrosła do 1230. Komendantem hufca jest hm. Adam Wiznerowicz.